# رجيم فصائل الدم

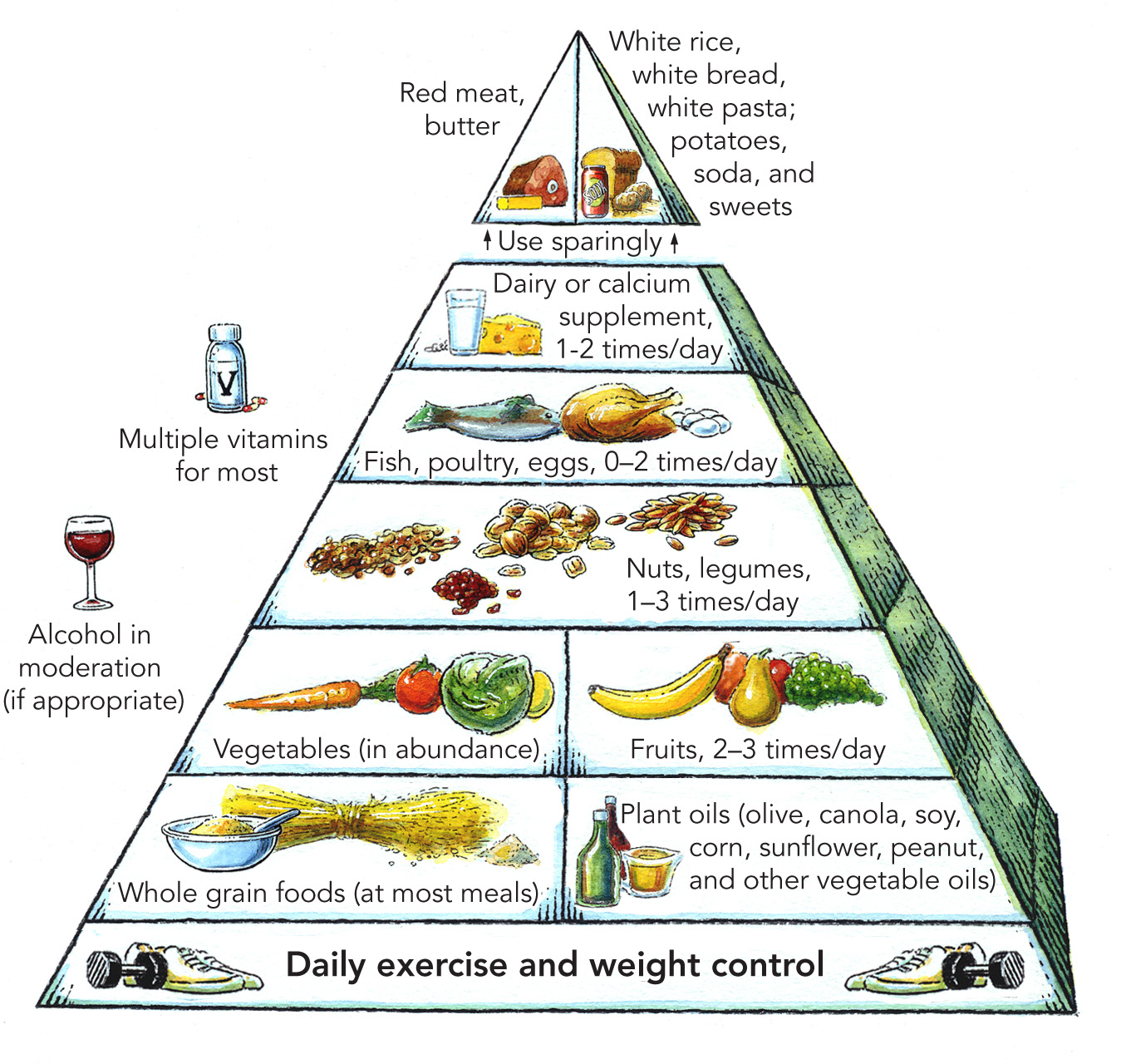

حمية فصائل الدم ترتكز على فرضية أن لكل فصيلة دم نظام غذائي مناسب يختلف عن الفصائل الآخرى، والتي لا يدعمها إجماع العلماء وأخصائيي التغذية.